# Dejima Takeharu
Dejima Takeharu (出島 武春 Takeharu Dejima?, nacido el 21 de marzo de 1974) es un exluchador de sumo de Kanazawa, Ishikawa, Japón. Un excampeón amateur, hizo su debut profesional en 1996, llegando a makuuchi al año siguiente. En 1999 ganó su primer y único yūshō de su carrera, y ganó el ascenso a ōzeki, la segunda categoría más alta, pero perdió dicha categoría en 2001, y durante la mayor parte de su carrera se mantuvo como maegashira hasta su retirada en 2009. Ganó 10 sanshō y 6 kinboshi durante su larga carrera. Luchó para la Musashigawa beya.

## Inicios de su carrera
Dejima hizo sumo en la escuela primaria, donde fue rival de su compatriota, el ex sekiwake Tochinonada. Fue camperón amateur en la Universidad de Chūō. Dejima se unió al sumo profesional en marzo de 1996, a la edad de 22 años, reclutado por la Musashigawa beya, heya del entonces ōzeki Musashimaru. Debido a su éxito amateur, debutó como makushita tsukedashi, y se le permitió hacer su debut desde la tercera división más alta. No adoptó un shikona tradicional, sino que utilizó su verdadero nombre como su shikona. En enero de 1997 ganó el yūshō de jūryō y fue ascendido a makuuchi. Su ascenso fue tan rápido que su pelo aún no había crecido lo suficiente para tener el moño oichomage.
En su debut en makuuchi obtuvo un resultado de 11 - 4 y fue galardonado con 2 sanshō (1 kanto-shō y 1 gino-shō). Después de otro resultado de 11 - 4 en septiembre, ganó otros 2 sanshō más (1 shukun-shō y 1 gino-shō) y 2 kinboshi al derrotar a dos yokozunas; hizo su debut en el sanyaku como sekiwake en noviembre de 1997. Sin embargo obtuvo un resultado de 5 - 3 - 7 debido a una lesión en el séptimo día, y estuvo ausente los 2 siguientes torneos. Al recuperarse por completo reapareció en mayo de 1998, y regresó nuevamente a las filas del sanyaku en septiembre de 1998, pero como komusubi, rango que mantuvo durante 4 torneos consecutivos.

## Ōzeki
En mayo de 1999, obtuvo un resultado de 11 - 4 y recuperó nuevamente el grado de sekiwake; y en el torneo de julio de 1999, ganaría su primer y único yūshō derrotando a los yokozuna Akebono y Takanohana II (ganó 2 kinboshi) y a ambos ōzeki (ganó 2 ginboshi) y logró un resultado de 13 - 2, superó a Akebono en el kettei-sen. Dejima eligió el henka contra el yokozuna en el kettei-sen, por lo que recibió algunas críticas. Además de ganar el yūshō, también ganó 1 shukun-shō, 1 kanto-shō y 1 gino-shō. Era el segundo rikishi en lograr esta hazaña, después de Takahanada. Después del torneo fue ascendido a ōzeki. Fue el cuarto excampeón amateur, después de Yutakayama, Wajima y Asashio IV, en llegar al segundo grado más alto del sumo. Sus compañeros de su heya Musōyama y Miyabiyama (quienes también fueron campeones amateur) también se convirtieron en ōzeki en marzo y mayo de 2000, respectivamente. Con Musashimaru como yokozuna, Dejima tuvo a tres de sus compañeros de su heya en los dos rangos más altos, una ventaja, ya que los rikishi no pueden luchar con sus compañeros de su misma heya, excepto en los kettei-sen.
Dejima se mantuvo en el grado de ōzeki durante 2 años, y su mejor resultado fue de 11 - 4 en marzo de 2000, pero en julio de 2001 se vio obligado a retirarse del torneo y solo obtuvo un resultado de 3 - 3 - 9. Obtuvo dos makekokshi seguidos, por lo cual fue degradado de su grado de ōzeki. Volvió en septiembre, y necesitaba 10 victorias para recuperar el grado de ōzeki, pero continuaba en mal estado y solamente obtuvo un resultado de 5 - 10.

## Carrera posterior

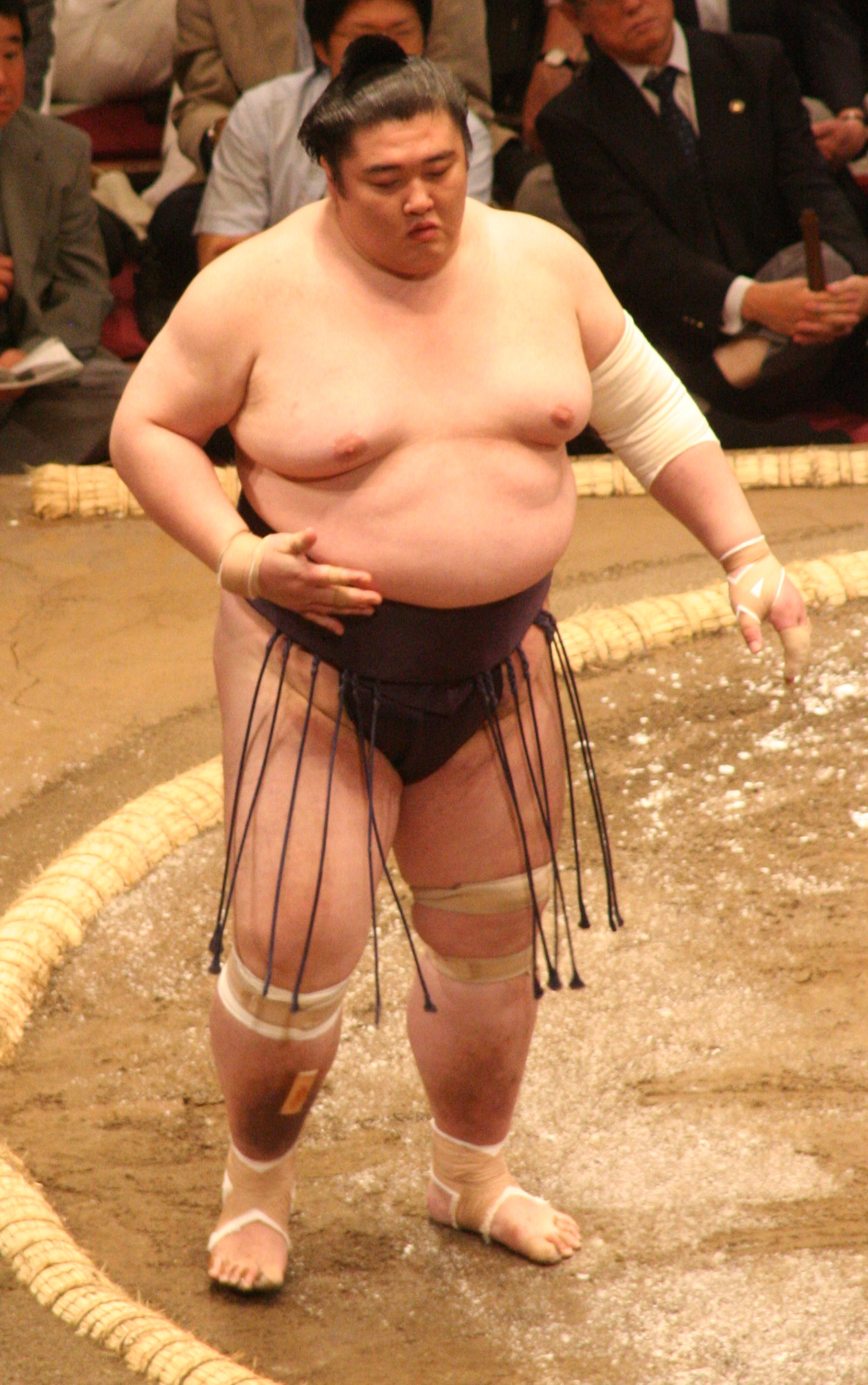
Dejima en mayo de 2009.

Posteriormente las lesiones hicieron que no pudiera hacer un gran intento por recuperar el grado de ōzeki, regresó brevemente al sanyaku después de quedar subcampeón y ganar 1 jun-yūshō y 1 kinboshi en enero de 2003 con un resultado de 11 - 4, se mantuvo la mayor parte de su carrera en el grado de maegashira. Compitió durante 48 torneos después de ser descendido de ōzeki, más que cualquier otro ex ōzeki en la historia, hasta que Miyabiyama lo igualó.
En mayo de 2007 obtuvo un resultado de 12 - 3 y terminó quedando subcampeón y ganó 1 jun-yūshō y 1 kanto-shō, su segundo mejor resultado de su carrera después de ganar su primer yūshō. En noviembre de 2007, en el grado de maegashira 2 oeste, obtuvo un resultado de 10 - 5, fue ascendido a komusubi para el torneo de enero de 2008. Regresó a las filas del sanyaku, después de 27 torneos, el tercero más bajo de la era moderna. Sin embargo, solamente pudo obtener un resultado de 12 - 3. En noviembre de 2008 obtuvo un resultado de 6 - 9, después de empezar ganando sus seis primeros combates y perder los nueve restantes de forma consecutiva. En mayo de 2009, ocupa el grado de maegashira 12 oeste, poniendo en peligro su estancia en makuuchi, después de tener solamente 3 victorias en los 9 primeros días, al final hizo una recuperación parcial y obtuvo un resultado de 7 - 8.

## Retiro del sumo
En el torneo de julio de 2009, exactamente 10 años después de ganar su primer yūshō, Dejima anunció su retirada del sumo después de haber sufrido 9 derrotas en los primeros 11 días, para evitar ser descendido a jūryō.
Dejima se mantiene en el mundo del sumo como oyakata de la Musashigawa beya (ahora Fujishima beya) con el toshiyori de Onaruto oyakata (Onaruto Takeharu (大鳴戸 武春 en japonés)). Su danpatsu-shiki se celebró en el Ryōgoku Kokugikan el 29 de mayo de 2010.

## Estilo de lucha

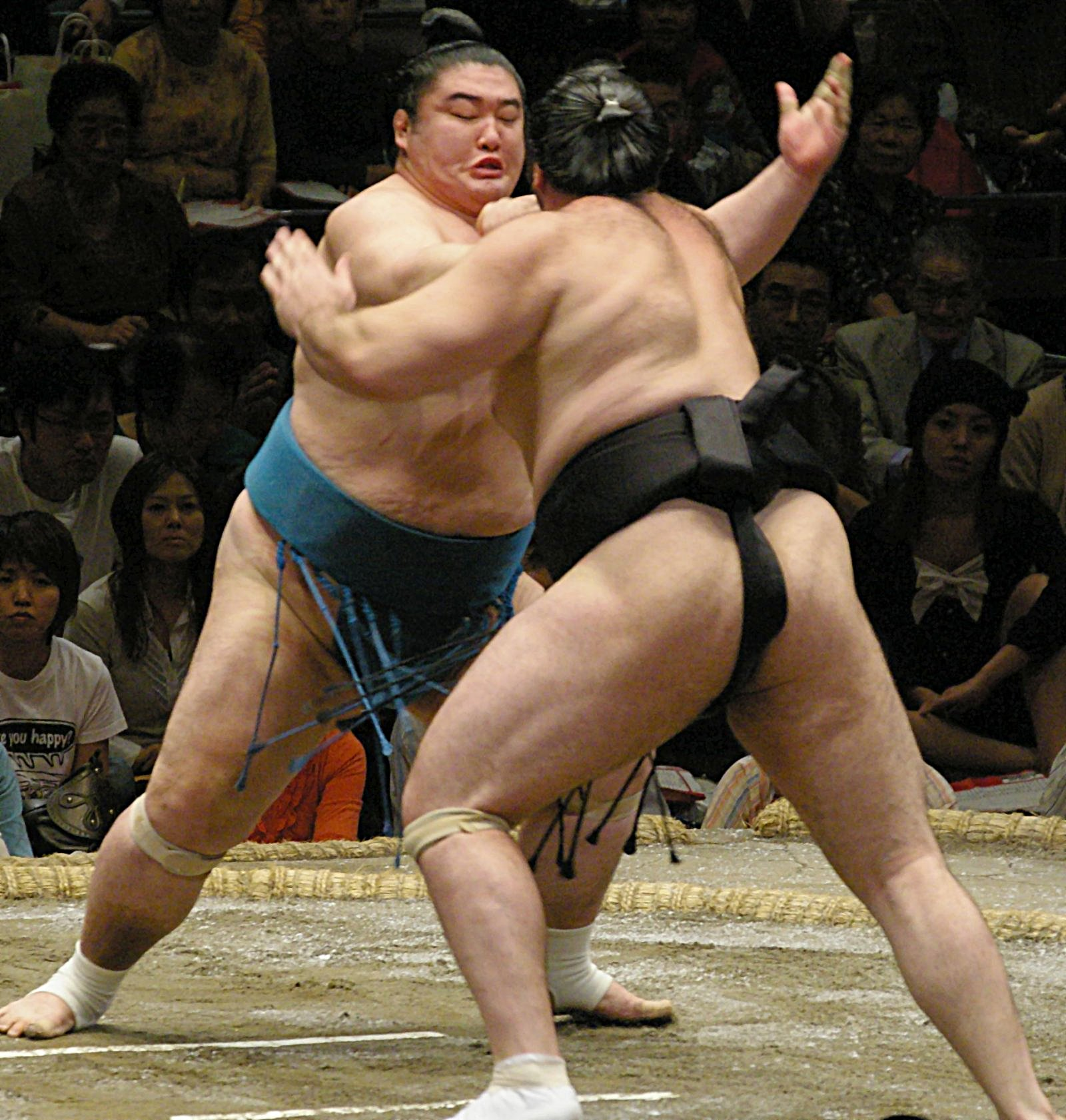
Dejima demostrando su kimarite tsuki-oshi contra Kokkai.

Dejima era especialista en usar el oshi-sumo y el tsuki-oshi. Su kimarite más común fue el oshi-dashi, seguido por el yori-kiri. Estos 2 kimarites representaron el 70% de sus victorias. Utilizó raras veces el sukuinage que represnta el 3% de sus victorias.
Era famoso por su explosivo comienzo en el tachi-ai, y también usaba a menudo el henka en la carga inicial. El kimarite con el que más veces fue derrotado fue el yori-kiri, seguido del hataki-komi. Fue vulnerable en realizar el hiki-otoshi.
Sufrió de problemas en la rodilla y el tobillo en los últimos años y perdió gran parte de su velocidad y movilidad. Dijo esto en su conferencia de prensa al momento de anunciar su retirada diciendo: "he estado luchando con lesiones y heridas desde hace algunos años".

## Historial[7]
| Año (Honbasho) | Hatsu Basho (Enero) (ciudad de Tokio) | Haru Basho (Marzo) (ciudad de Osaka)      | Natsu Basho (Mayo) (ciudad de Tokio) | Nagoya Basho (Julio) (ciudad de Nagoya) | Aki Basho (Septiembre) (ciudad de Tokio) | Kyushu Basho (Noviembre) (ciudad de Fukuoka) | Victorias / Derrotas / Ausencias |
| 1996           | ─                                     | Makushita Tsukedashi 60 Hatsu Dohyō 5 - 2 | Makushita 43 Oeste 7 - 0             | Makushita 2 Oeste 5 - 2                 | Jūryō 12 Oeste 11 - 4                    | Jūryō 4 Este 9 - 6                           | 35 - 14                          |
| 1997           | Jūryō 2 Este                          | Maegashira 13 Este 11 - 4                 | Maegashira 3 Oeste 7 - 8             | Maegashira 4 Este 8 - 7                 | Maegashira 1 Este 11 - 4                 | Sekiwake 1 Este 3 - 5 - 7                    | 52 - 31 - 7                      |
| 1998           | Maegashira 2 Este 0 - 0 - 15          | Maegashira 2 Este 0 - 0 - 15              | Maegashira 11 Oeste 10 - 5           | Maegashira 4 Oeste 10 - 5               | Komusubi 1 Oeste 8 - 7                   | Komusubi 1 Oeste 9 - 6                       | 37 - 23 - 30                     |
| 1999           | Komusubi 1 Este 8 - 7                 | Komusubi 1 Oeste 9 - 6                    | Sekiwake 2 Este 11 - 4               | Sekiwake 1 Oeste 13 - 2                 | Ōzeki 2 Este 10 - 5                      | Ōzeki 1 Oeste 10 - 5                         | 61 - 29                          |
| 2000           | Ōzeki 1 Este 9 - 6                    | Ōzeki 1 Este 11 - 4                       | Ōzeki 1 Este 8 - 7                   | Ōzeki 2 Este 10 - 5                     | Ōzeki 1 Oeste 10 - 5                     | Ōzeki 2 Este 9 - 6                           | 57 - 33                          |
| 2001           | Ōzeki 2 Este 7 - 8                    | Ōzeki 2 Oeste 8 - 7                       | Ōzeki 2 Este 5 - 10                  | Ōzeki 2 Oeste 3 - 3 - 9                 | Sekiwake 1 Oeste 5 - 10                  | Maegashira 3 Oeste 7 - 8                     | 35 - 46 - 9                      |
| 2002           | Maegashira 4 Oeste 6 - 9              | Maegashira 7 Este 6 - 9                   | Maegashira 9 Este 9 - 6              | Maegashira 3 2 - 3 - 10                 | Maegashira 10 Este 0 - 0 - 15            | Maegashira 10 Este 10 - 5                    | 33 - 32 - 25                     |
| 2003           | Maegashira 3 Oeste 11 - 4             | Komusubi 1 Este 8 - 7                     | Sekiwake 1 Oeste 7 - 8               | Komusubi 1 Este 0 - 0 - 15              | Maegashira 10 Este 6 - 9                 | Maegashira 14 Oeste 11 - 4                   | 43 - 32 - 15                     |
| 2004           | Maegashira 6 Este 10 - 5              | Maegashira 2 Este 7 - 8                   | Maegashira 3 Oeste 7 - 8             | Maegashira 4 Oeste 7 - 8                | Maegashira 5 Oeste 10 - 5                | Maegashira 1 Este 0 - 3 - 12                 | 41 - 37 - 12                     |
| 2005           | Maegashira 10 Este 9 - 6              | Maegashira 5 Este 7 - 8                   | Maegashira 6 Este 9 - 6              | Maegashira 2 Este 7 - 8                 | Maegashira 3 Este 7 - 8                  | Maegashira 3 Oeste 5 - 10                    | 44 - 46                          |
| 2006           | Maegashira 6 Oeste 8 - 7              | Maegashira 4 Oeste 6 - 9                  | Maegashira 7 Oeste 8 - 7             | Maegashira 6 Oeste 8 - 7                | Maegashira 3 Este 7 - 8                  | Maegashira 3 Oeste 10 - 5                    | 47 - 43                          |
| 2007           | Maegashira 1 Oeste 4 - 11             | Maegashira 8 Este 7 - 8                   | Maegashira 10 Este 12 - 3            | Maegashira 2 Este 5 - 10                | Maegashira 4 Este 8 - 7                  | Maegashira 2 Oeste 10 - 5                    | 46 - 44                          |
| 2008           | Komusubi 1 Oeste 3 - 12               | Maegashira 6 Oeste 6 - 9                  | Maegashira 10 Este 8 - 7             | Maegashira 8 Oeste 6 - 9                | Maegashira 12 Oeste 9 - 6                | Maegashira 5 Oeste 6 - 9                     | 38 - 52                          |
| 2009           | Maegashira 7 Oeste 7 - 8              | Maegashira 9 Este 6 - 9                   | Maegashira 12 Oeste 7 - 8            | Maegashira 13 Oeste 2 - 10 - 3          | ─                                        | ─                                            | 22 - 35 - 3                      |